# Tripi
Tripi település Olaszországban, Szicília régióban, Messina megyében. Lakosainak száma 750 fő (2023. január 1.). Tripi Basicò, Falcone, Francavilla di Sicilia, Furnari, Mazzarrà Sant’Andrea, Montalbano Elicona és Novara di Sicilia községekkel határos.

## Népesség
A település lakossága az elmúlt években az alábbi módon változott:
| Lakosok száma | 860  | 847  | 750  |
|               | 2017 | 2018 | 2023 |